# Laminaria ephemera
Espèce
Laminaria ephemera est une espèce d'algues brunes de la famille des Laminariaceae.